# Терстон (округ, Небраска)
Терстон (англ. Thurston County) — округ в штате Небраска, США. Административный центр округа — город Пендер. По данным переписи за 2010 год число жителей округа составляло 6940 человек.
Округ находится на восточной границе штата с Айовой. В округе находятся резервации племен Омаха и Виннебаго. В системе автомобильных номеров Небраски округ Терстон имеет префикс 55.

## История
До того как Небраска стала штатом, федеральное правительство основало на этой территории резервацию племени Омаха. Северная часть округа после была куплена у Омаха для племени Виннебаго. В 1855 году были установлены границы округа. В то время он назывался Блэкбёрд. В 1889 году округ был официально создан под названием Терстон.

## Население
| Год переписи | Нас.  |  | %±      |
| ------------ | ----- |  | ------- |
| 1870         | 31    |  | —       |
| 1880         | 109   |  | 251,6%  |
| 1890         | 3176  |  | 2813,8% |
| 1900         | 6517  |  | 105,2%  |
| 1910         | 8704  |  | 33,6%   |
| 1920         | 9589  |  | 10,2%   |
| 1930         | 10462 |  | 9,1%    |
| 1940         | 10243 |  | −2,1%   |
| 1950         | 8590  |  | −16,1%  |
| 1960         | 7237  |  | −15,8%  |
| 1970         | 6942  |  | −4,1%   |
| 1980         | 7186  |  | 3,5%    |
| 1990         | 6936  |  | −3,5%   |
| 2000         | 7171  |  | 3,4%    |
| 2010         | 6940  |  | −3,2%   |
| 2016         | 7127  |  | 2,7%    |

В 2010 году на территории округа проживало 6940 человек (из них 49,7 % мужчин и 50,3 % женщин), насчитывалось 2158 домашних хозяйства и 1624 семей. Расовый состав: белые — 40,4 %, афроамериканцы — 0,2 %, коренные американцы — 57,1 % и представители двух и более рас — 0,1 %. 2,7 % населения были латиноамериканцами.
Население округа по возрастному диапазону по данным переписи 2010 года распределилось следующим образом: 35,5 % — жители младше 18 лет, 4,8 % — между 18 и 21 годами, 47,8 % — от 21 до 65 лет и 11,9 % — в возрасте 65 лет и старше. Средний возраст населения — 29,4 лет. На каждые 100 женщин в Терстоне приходилось 98,6 мужчин, при этом на 100 совершеннолетних женщин приходилось уже 94,8 мужчины сопоставимого возраста.
Из 2158 домашних хозяйств 75,3 % представляли собой семьи: 46,0 % совместно проживающих супружеских пар (19,9 % с детьми младше 18 лет); 20,8 % — женщины, проживающие без мужей и 8,5 % — мужчины, проживающие без жён. 24,7 % не имели семьи. В среднем домашнее хозяйство ведут 3,19 человека, а средний размер семьи — 3,69 человека. В одиночестве проживали 21,3 % населения, 10,4 % составляли одинокие пожилые люди (старше 65 лет).

## Экономика
В 2015 году из 4736 трудоспособных жителей старше 16 лет имели работу 2488 человек. В 2014 году медианный доход на семью оценивался в 47 850 $, на домашнее хозяйство — в 42 979 $. Доход на душу населения — 19 100 $. 24,4 % от всего числа семей в Терстоне и 31,5 % от всей численности населения находилось на момент переписи за чертой бедности.